# Impromptu n.º 3 (Chopin)
El Impromptu n.º 3 en sol bemol mayor, Op. 51, para piano solo de Frédéric Chopin fue compuesto en 1842 y publicado en febrero de 1843. Fue el último impromptu de los cuatro que compuso, pero fue publicado el tercero.
La pieza está escrita en un compás de 12/8.